# Алис Осман
Алис Меј Осман (енгл. Alice May Oseman; Чатам, 16. октобар 1994) британска је ауторка књижевности за младе. Први објављени рад јој је "Пасијанс" (енг: "Solitaire), објављен 2014. године. Написала је и следећа дела: "Радио Тишина" (енг: Radio Silence),"Рођена сам за то" (енг: "I was born for this") као и онлајн стрип: "Heartstopper" . Њени романи су фокусирани на свакодневни живот британских тинејџера. Добитница је неколико награда.

## Биографија
Алис Осман је рођена у Кенту, Уједињено Краљевство, где је и завршила гимназију. Њен први роман, "Пасијанс" , издат је када је имала  20 година за издавачку кућу Харпер Колинс. Прати причу Тори Спринг, песимистичке тинејџерке која среће Мајкла, који је, за разлику од ње невероватни оптимиста. Заједно покушавају да уђу у траг ко стоји иза разних подвала у њиховој средњој школи. Од других ликова, срећемо њеног брата Чарлија који има тежак облик поремећаја исхране и чији лик ће бити дубље истражен у њеном онлајн стрипу "Heartstopper". Ова роман истражује теме пријатељства, менталних поремећаја и ЛГБТ+ веза.
Османова је издала још две електронске књиге базиране на личностима из првог романа: "Ник и Чарли" (2015) и "Ове зиме" (2015), обе објављене за издавачку кућу Харпер Колинс.
Следеће године објављује "Радио Тишина" , који прати Франсис, младе успешне ученице, чији живот се окреће око животне жеље да упише престижни Кембриџ и која среће стидљиву креаторку њеног омиљеног подкаста, Алед. Теме које Алис обрађује у овој новели јесу академски притисак на младе, као и проблеми идентитета и ЛГБТ веза. Алис је, у једном интервју нагласила како је у Франсис представила своју личну борбу под притиском школског система и разочарење у академски живот док је студирала на Универзитету у Дурхаму. Овај роман је хваљена због обиља различитих родних идентитета, сексуалности и етничких група. Награђена је 2017. године Инки наградом за књижевност за младе.
Њена трећа књига "Рођена сам за то" прати причу Ферештех "Анђео" Рахими и Џимија Кага-Ричија. Прича прати бенд "The Arc" и њихових обожаватеља. Поука приче се врти око токсичног окружења екстремних обожаватеља, посебно међу младима.
Алис Осман је такође ауторка/уметница онлајн стрипа "Heartstopper" , која прати развој романтичне везе између Чарли Спринга (брата Тори Спринг, њеног лика из првог романа "Пасијанс") и Ника Нелсона (такође представљен у роману "Пасијанс"). Права за прва четири тома су освојена од стране Hachette Children's Group. Први том је објављен у фебруару 2017. године, други у јулу 2019. године а трећи у фебруару 2020. године. Сви томови су такође доступни бесплатно, онлајн. Прича се базира на сусрету двојице тинејџера који заједно похађају исту школу, између којих се развија прво пријатељство а затим и романтична веза, док се обојица заједно боре против вршњачког насиља и менталних поремећаја, као што су анорексија и депресија, али и истовремено спознају своје праве идентитете.